# Chris Borland
Chris Borland (Kettering, 26 dicembre 1990) è un ex giocatore di football americano statunitense che ha giocato nel ruolo di inside linebacker per una stagione con i San Francisco 49ers della National Football League. Scelto nel corso del terzo giro (77º assoluto) del Draft NFL 2014, al college aveva giocato a football a Wisconsin.

## Carriera universitaria

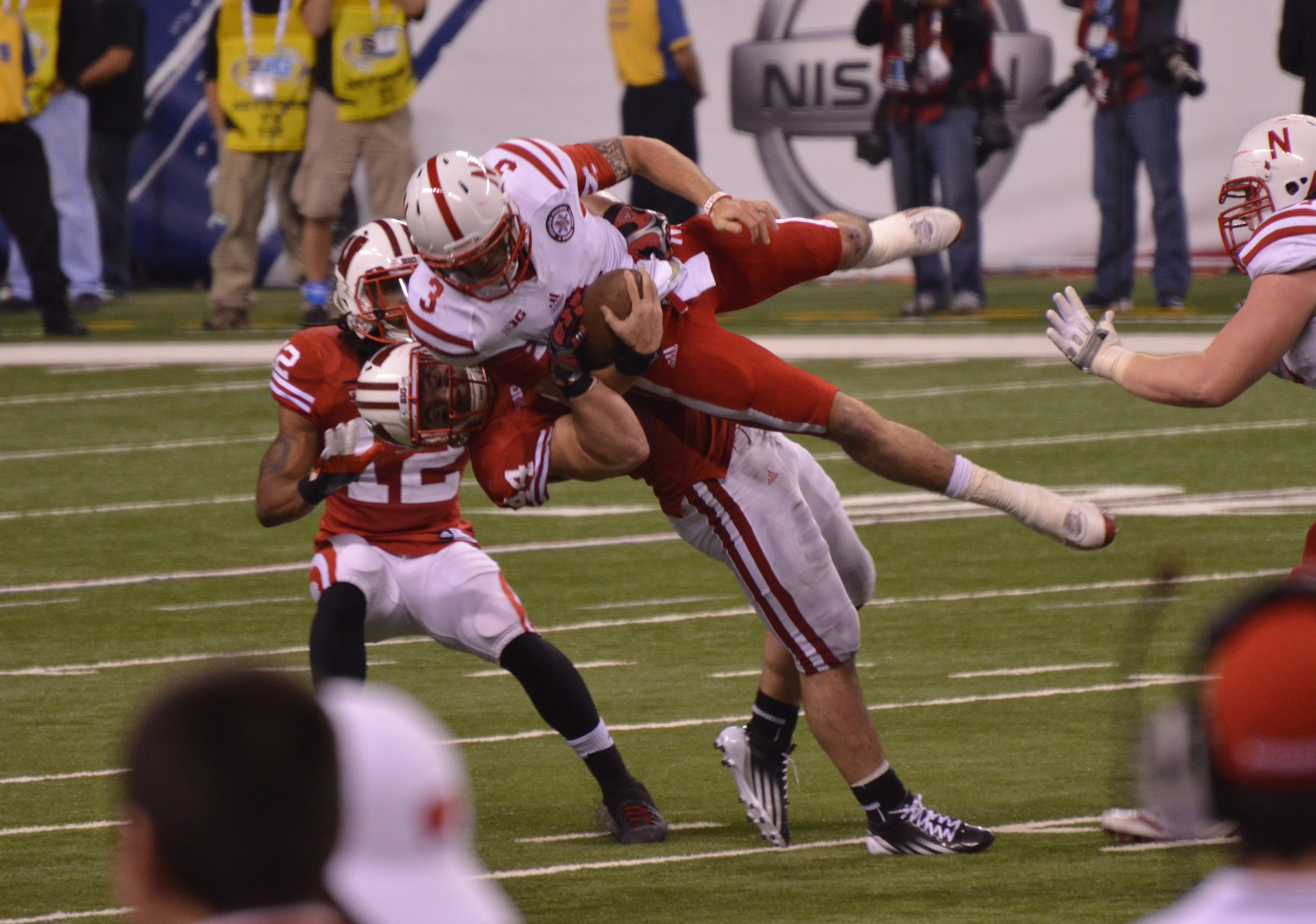
Chris Borland affronta Nebraska QB Taylor Martinez nel corso del 2012 Big Ten Football Championship Game.

Dopo aver giocato a football per la Archbishop Alter High School della sua città natale, Kettering, presso la quale giocò, oltre che come linebacker, anche nel ruolo di running back, wide receiver, punter ed in tutte le unità degli special team, Borland accettò la borsa di studio offertagli dall'Università del Wisconsin. 
Qui, nel suo anno da freshman, prese parte a tutte e 13 le partite della stagione, partendo 6 volte come titolare e guidando i Badgers in fumble forzati (5) e recuperati (3). Egli inoltre finì terzo in tackle con perdita di yard (10,5) e sack (5) e quinto in tackle totali (54), venendo inserito nel First-team Freshman All-American e premiato come Freshman dell'Anno della Big Ten Conference. Nel 2010 riuscì a prender parte solo ai primi due incontri (in cui riuscì a mettere a referto complessivamente 7 tackle di cui 2 con perdita di yard ed un sack) dell'anno prima di chiudere anzitempo la stagione per un infortunio alla spalla nel 1º quarto del match che vedeva opposta Wisconsin ad Arizona State.
Tornato in campo nella stagione 2011, Borland fu titolare in tutti e 14 gli incontri stagionali giocando nel ruolo di middle linebacker. In questo ruolo fu 7º a livello nazionale, 2º nella Big Ten e in squadra in tackle totali (143), 12º a livello nazionale, 3º nella Big Ten e 1º in squadra in tackle con perdita di yard (19), 5º a livello nazionale, 2º nella Big Ten e 1º in squadra in fumble forzati (5), collezionando inoltre 2,5 sack e 7 passaggi deviati che gli permisero di essere inserito nel Third-team All-American da Yahoo! Sports e per la prima volta nel First-team All-Big Ten. Nel 2012 Borland, disputando da titolare 12 incontri, superò nuovamente la tripla cifra in tackle, collezionandone 104 totali, di cui 10 con perdita di yard e 4,5 sack, cui aggiunse 6 passaggi deviati, 3 fumble forzati e 3 recuperati. Egli mise a referto 9 tackle nel Rose Bowl perso contro Stanford e 13 nel Big Ten Championship vinto contro Nebraska, venendo nuovamente inserito al termine della stagione nel First-team All-Big Ten. Nel 2013 si confermò definitivamente come uno dei migliori placcatori del panorama collegiale nazionale, aggiungendo altri 112 tackle (di cui 8,5 con perdita di yard e 4 sack), 2 fumble forzati ed altrettanti recuperati al suo totale in carriera, che gli permisero di essere inserito per la terza di 3 volte consecutive nel First-team All-Big Ten, di essere nominato Big Ten Nagurski-Woodson Defensive Player of the Year e di essere inserito nel First-team All-American dalla Football Writers Association of America, oltre che nel Second-team da AP, Athlon Sports Communications, CBS Sports e Sports Illustrated.
Premi e riconoscimenti
- First-team All-American (2013)
- Third-team All-American (2011)
- Difensore dell'Anno della Big Ten (2013)
- Linebacker dell'Anno della Big Ten (2013)
- (3) First-team All-Big Ten (2011, 2012, 2013)

## Carriera professionistica

### San Francisco 49ers
Borland era considerato uno dei migliori inside linebacker in vista del Draft NFL 2014 ed era pronosticato per esser scelto tra il secondo e terzo giro. Il 10 maggio fu scelto nel corso del terzo giro dai San Francisco 49ers. Debuttò come professionista subentrando nella vittoria della settimana 1 contro i Dallas Cowboys mettendo a segno un tackle. Nella settimana 8 mise a segno il primo sack in carriera ai danni di Peyton Manning dei Denver Broncos. La domenica seguente contro i Rams mise a segno ben 18 tackle, il massimo fatto registrare da qualsiasi giocatore sino a quel momento nel 2014. Nel decimo turno, Borland fece registrare 11 tackle e soprattutto recuperò nei tempi supplementari un fumble forzato dal compagno Ahmad Brooks su Drew Brees, permettendo ai Niners di trovarsi in posizione utile per calciare il field goal della vittoria sui Saints. Per questa prestazione fu premiato come miglior rookie della settimana. Continuò a mantenersi su alti livelli anche nell'undicesimo turno in cui guidò i suoi con 12 tackle, 3 passaggi deviati e mise a segno i primi due intercetti in carriera su Eli Manning dei Giants, venendo premiato come miglior difensore della NFC della settimana e per il secondo turno consecutivo come rookie della settimana. Una settimana dopo avere messo a segno altri 15 placcaggi nella sconfitta nella gara del Giorno del Ringraziamento contro i Seahawks, Borland fu premiato come miglior rookie difensivo del mese di novembre. La sua promettente stagione si chiuse due settimane dopo a causa di un infortunio alla caviglia riportato nella rivincita coi Seahawks, terminando con 107 tackle (terzo tra i rookie), un sack e due intercetti in 14 presenze, di cui 8 come titolare.
Malgrado il considerevole successo ottenuto nella sua stagione rookie, il 16 marzo 2015 Borland annunciò la sua decisione di ritirarsi, citando preoccupazioni per la propria salute a lungo come termine come motivazione.

## Palmarès
- Difensore della NFC della settimana: 1

11ª del 2014
- Rookie difensivo del mese: 1

novembre 2014
- Rookie della settimana: 2

10ª e 11ª del 2014
- PFWA All-Rookie Team - 2014

## Statistiche
| Partite totali      | 14  |
| Partite da titolare | 8   |
| Tackle              | 107 |
| Sack                | 1,0 |
| Intercetti          | 2   |